# Kriangkrai Pimrat
Kriangkrai Pimrat (tiếng Thái: เกรียงไกร พิมพ์รัตน์; sinh ngày 20 tháng 2 năm 1987) là một cầu thủ bóng đá từ Thái Lan. Hiện tại anh thi đấu cho Navy ở Giải bóng đá Ngoại hạng Thái Lan.
Anh thi đấu cho Chonburi FC ở vòng bảng Giải vô địch bóng đá các câu lạc bộ châu Á 2008.

## Danh hiệu

### Câu lạc bộ
Chonburi F.C.
- Giải bóng đá ngoại hạng Thái Lan Vô địch (1): 2007
- Cúp Hoàng gia Kor Vô địch (3): 2008, 2009, 2011
- Cúp Hiệp hội Bóng đá Thái Lan Vô địch (1): 2010